# Nazionale maschile under 17 di calcio della Svezia
La nazionale Under-17 di calcio della Svezia è la rappresentativa calcistica Under-17 della Svezia ed è posta sotto l'egida della federazione calcistica svedese.
La selezione compete per il campionato europeo di calcio Under-17 e per il campionato mondiale di calcio Under-17. In particolare la squadra ha raggiunto, come migliori piazzamenti in queste manifestazioni, le semifinali agli europei nel 2013 e il terzo posto ai mondiali sempre nel 2013. Prima del 2013 la squadra non si era mai qualificata né agli europei né ai mondiali, quindi in entrambe le occasioni era alla prima partecipazione.

## Partecipazioni ai tornei internazionali

### Europei Under-17
- 2002: Non qualificata
- 2003: Non qualificata
- 2004: Non qualificata
- 2005: Non qualificata
- 2006: Non qualificata
- 2007: Non qualificata
- 2008: Non qualificata
- 2009: Non qualificata
- 2010: Non qualificata
- 2011: Non qualificata
- 2012: Non qualificata
- 2013: Terzo posto
- 2014: Non qualificata
- 2015: Non qualificata
- 2016: Quarti di finale
- 2017: Non qualificata
- 2018: Quarti di finale
- 2019: Primo turno
- 2022: Primo turno
- 2023: Non qualificata
- 2024: Primo turno

### Mondiali Under-17
- 1991: Non qualificata
- 1993: Non qualificata
- 1995: Non qualificata
- 1997: Non qualificata
- 1999: Non qualificata
- 2001: Non qualificata
- 2003: Non qualificata
- 2005: Non qualificata
- 2007: Non qualificata
- 2009: Non qualificata
- 2011: Non qualificata
- 2013: Terzo posto
- 2015: Non qualificata
- 2017: Non qualificata
- 2019: Non qualificata
- 2023: Non qualificata